# 先達
先達（せんだつ/せんだち）とは、
1. 学問や技芸の先覚者もしくは優れた者、師匠・先輩のこと。
2. 特定の寺社・霊山へ参詣者を道案内し、彼らの宗教的指導を行った者。本項目ではこちらについて解説する。

先達（せんだつ）とは、特定の寺社・霊山へ参詣者を道案内し、彼らの宗教的指導を行った者。
峰中の行路などに精通した峰先達（みねせんだつ）と霊験所などへの道案内を行う道先達（みちせんだつ）に分かれるが、いずれも熟達した修験者・山伏がつとめていた。更に先達の中でも入峰修行経験の長い者を在俗の先達（後述）などと区別する意味も含めて特に尊重して、大先達（だいさんだつ）と呼称した。
平安時代末期以降、御師の下で信者（檀那）を寺社・霊山へと誘う者として出現するがその嚆矢は熊野三山への参詣を行う熊野詣の道先達にあったと考えられている。元々は誘う対象を皇室や貴族としていたが、次第に庶民へと広げていくことになった。
先達は檀那から案内の謝礼となる礼銭を受け取れたことから、「職」として見なされるようになり、先達を行う権利（先達株）や檀那の帰属権（檀那株）が株として、入質や売買の対象とされるようになった。時代が下るにつれて有力な先達が弱小の先達から株を購入して自らの基盤を強化したり、他の先達を傘下に入れるようになっていった。
熊野三山では、鎌倉時代以降門跡が熊野三山別当の兼務を許されてきた京都の聖護院が先達の補任権を主張して有力な先達を傘下に収め、本山派と呼ばれる修験者集団を組織していった。一方、金剛峯寺や興福寺など熊野三山以外の紀伊半島の修験者は大和国南部の金峰山・大峰山を入峰修行の場としていたが、やがて山中の小篠（現在の奈良県吉野郡天川村洞川）に拠点を設けて、合議と相互承認の下に先達の補任を行った。後に彼らは京都の醍醐寺三宝院の庇護を得て、当山派と呼ばれる修験者集団を組織していった。この他、羽黒山や富士山、御嶽山、立山、白山、英彦山など山岳信仰の対象になった山々でも先達が形成されていった。
江戸時代に入ると、各地で庶民による講が形成されたが、その中には寺社・霊山への参詣をする者も現れた。こうした講を寺社・霊山へと誘い、道案内をするために在俗の修験者が活動するようになり、彼らもまた先達と呼ばれるようになった。明治以降、本山派・当山派が解体された一方、在俗の先達による山岳登拝が引き続き行われた。また、一部の先達・御師の中には山案内人の先駆となった者もいた。